# On demande de jolies femmes
 (juillet 2025).
Pour plus de détails, voir Fiche technique et Distribution.
On demande de jolies femmes est un film français de court métrage réalisé par Lucien Jaquelux, sorti en 1932.

## Synopsis
Un radjah cherche à créer un ballet national pour l'État qu'il dirige. Trois jeunes danseuses, intéressées par sa démarche, se présentent à lui. Elles ne tardent pas à réaliser qu'on les a bernées. Elles sont en fait le jouet d'un mauvais plaisant. N'empêche qu'avant de découvrir la supercherie, elles auront fait un beau rêve.

## Fiche technique
- Réalisation : Lucien Jaquelux
- Scénario, dialogues et paroles des chansons : Suzanne Quentin
- Musique originale : Francis Greghson et René de Buxeuil
- Directeur de la photographie : Georges Lafond
- Affichiste : Roger Soubie
- Société de distribution : Les Films Albert Lauzin
- Pays :  France
- Format : Noir et blanc - 35 mm - son mono (système sonore : Radio Cinéma) - 1 x 1,37
- Genre : Comédie
- Durée : 28 minutes (longueur : 775 m)
- Date de sortie :
  - France : 1932

## Distribution
- Sorgel
- Pierre Finaly
- Fraday
- Mathilde Alberti
- Nane Germon
- Caila
- Dariani et ses girls
- Leda Ginelly